# Orcemont
Orcemont est une commune française située dans le département des Yvelines en région Île-de-France.

## Géographie

### Situation
La commune d'Orcemont se trouve dans le sud des Yvelines, à huit kilomètres au sud de Rambouillet et à 43 kilomètres au sud-ouest de Versailles, préfecture du département.

### Hydrographie
La commune est traversée du nord vers le sud par une petite rivière, la Drouette, affluent de l'Eure, qui forme dans la partie nord la limite intercommunale avec Gazeran, puis s'écoule vers le sud avant d'infléchir son cours vers le sud-ouest au niveau du village.

### Communes limitrophes
| Gazeran | Rambouillet        |          |
|         | Orcemont           | Sonchamp |
| Orphin  | Prunay-en-Yvelines |          |

### Climat
Pour des articles plus généraux, voir Climat de l'Île-de-France et Climat des Yvelines.
En 2010, le climat de la commune est de type climat océanique dégradé des plaines du Centre et du Nord, selon une étude du CNRS s'appuyant sur une série de données couvrant la période 1971-2000. En 2020, Météo-France publie une typologie des climats de la France métropolitaine dans laquelle la commune est exposée à un climat océanique altéré et est dans la région climatique Sud-ouest du bassin Parisien, caractérisée par une faible pluviométrie, notamment au printemps (120 à 150 mm) et un hiver froid (3,5 °C).
Pour la période 1971-2000, la température annuelle moyenne est de 10,3 °C, avec une amplitude thermique annuelle de 15,1 °C. Le cumul annuel moyen de précipitations est de 652 mm, avec 10,5 jours de précipitations en janvier et 7,9 jours en juillet. Pour la période 1991-2020, la température moyenne annuelle observée sur la station météorologique la plus proche, située sur la commune de Houx à 14 km à vol d'oiseau, est de 11,2 °C et le cumul annuel moyen de précipitations est de 622,1 mm,. Pour l'avenir, les paramètres climatiques de la commune estimés pour 2050 selon différents scénarios d'émission de gaz à effet de serre sont consultables sur un site dédié publié par Météo-France en novembre 2022.

## Urbanisme

### Typologie
Au 1er janvier 2024, Orcemont est catégorisée commune rurale à habitat dispersé, selon la nouvelle grille communale de densité à sept niveaux définie par l'Insee en 2022.
Elle est située hors unité urbaine. Par ailleurs la commune fait partie de l'aire d'attraction de Paris, dont elle est une commune de la couronne,. Cette aire regroupe 1 929 communes,.

### Occupation des solssimplifiée
Le territoire de la commune se compose en 2017 de 95,06 % d'espaces agricoles, forestiers et naturels, 1,28 % d'espaces ouverts artificialisés et 3,66 % d'espaces construits artificialisés.
C'est un territoire essentiellement rural, à 95 %. L'espace rural est dédié principalement à la grande culture céréalière typique de la Beauce voisine, toutefois environ un tiers du territoire est boisé, surtout dans la vallée de la Drouette et dans la partie ouest de la commune (pour partie, bois de Batonceau et bois de la Grange).
L'habitat est réparti d'une part dans le village d'Orcemont, situé dans le sud-est du territoire, et d'autre part dans le hameau de l'Épinay, à l'est du village. Quelques grosses fermes parsèment le plateau. L'espace bâti comprend quasi exclusivement des habitations individuelles.

### Occupation des sols détaillée
Le tableau ci-dessous présente l'occupation des sols de la commune en 2018, telle qu'elle ressort de la base de données européenne d’occupation biophysique des sols Corine Land Cover (CLC).
| Type d’occupation                                              | Pourcentage | Superficie (en hectares) |
| -------------------------------------------------------------- | ----------- | ------------------------ |
| Tissu urbain discontinu                                        | 3,1 %       | 33                       |
| Zones industrielles ou commerciales et installations publiques | 0,2 %       | 2                        |
| Réseau routier et ferroviaire et espaces associés              | 0,1 %       | 1                        |
| Terres arables hors périmètres d'irrigation                    | 70,8 %      | 750                      |
| Prairies et autres surfaces toujours en herbe                  | 1,4 %       | 15                       |
| Forêts de feuillus                                             | 24,4 %      | 259                      |
| Source : Corine Land Cover                                     |             |                          |

### Hameaux de la commune
- Le Grand Racinay au nord, l'Épinay, au sud-est, les Rôtis au nord-ouest.

### Transports et voies de communications

#### Réseau routier
Les communications sont assurées principalement par la route nationale 10, orientée nord-sud, qui longe la limite est du territoire. Des routes communales relient Orcemont aux communes voisines.

#### Desserte ferroviaire
La gare SNCF la plus proche est la gare de Gazeran, on peut aussi aller à la gare de Rambouillet.

#### Bus
La commune est desservie par la ligne 5 du réseau de bus Centre et Sud Yvelines.

## Toponymie
Le nom de la localité est attesté sous la forme Ursis Mons en 1209.
Le premier élément Ursis est issu du latin ursus (ours), où il faut voir un individu nommé Ours plutôt que l'animal.

## Histoire
Le territoire communal est très anciennement occupé. Diverses traces des époques préhistoriques (Mésolithique et Néolithique) et gallo-romaine y ont été retrouvées.
Par la suite, l'histoire d'Orcement est liée à celle du château des Chatelliers construit au XVIe siècle sur un rocher contourné par la Drouette. Ce château a été détruit à l'époque des guerres de Religion. Il a appartenu successivement aux familles de Rohan et de Penthièvre.

## Politique et administration

### Liste des maires
| Période                                  | Période  | Identité          | Étiquette | Qualité           |
| ---------------------------------------- | -------- | ----------------- | --------- | ----------------- |
| Les données manquantes sont à compléter. |          |                   |           |                   |
| 2014                                     | 2020     | Bernard Bourgeois |           | Chef d'entreprise |
| 2020                                     | En cours | Guy Lecourt       |           |                   |

## Population et société

### Démographie

#### Évolution démographique
L'évolution du nombre d'habitants est connue à travers les recensements de la population effectués dans la commune depuis 1793. Pour les communes de moins de 10 000 habitants, une enquête de recensement portant sur toute la population est réalisée tous les cinq ans, les populations de référence des années intermédiaires étant quant à elles estimées par interpolation ou extrapolation. Pour la commune, le premier recensement exhaustif entrant dans le cadre du nouveau dispositif a été réalisé en 2006.

En 2022, la commune comptait 983 habitants, en évolution de −0,71 % par rapport à 2016 (Yvelines : +2,72 %, France hors Mayotte : +2,11 %).
| 1793 | 1800 | 1806 | 1821 | 1831 | 1836 | 1841 | 1846 | 1851 |
| ---- | ---- | ---- | ---- | ---- | ---- | ---- | ---- | ---- |
| 292  | 235  | 336  | 336  | 312  | 320  | 315  | 308  | 312  |

| 1856 | 1861 | 1866 | 1872 | 1876 | 1881 | 1886 | 1891 | 1896 |
| ---- | ---- | ---- | ---- | ---- | ---- | ---- | ---- | ---- |
| 301  | 306  | 288  | 306  | 347  | 317  | 311  | 314  | 325  |

| 1901 | 1906 | 1911 | 1921 | 1926 | 1931 | 1936 | 1946 | 1954 |
| ---- | ---- | ---- | ---- | ---- | ---- | ---- | ---- | ---- |
| 288  | 262  | 262  | 218  | 197  | 203  | 207  | 188  | 202  |

| 1962 | 1968 | 1975 | 1982 | 1990 | 1999 | 2006 | 2011 | 2016 |
| ---- | ---- | ---- | ---- | ---- | ---- | ---- | ---- | ---- |
| 186  | 181  | 379  | 589  | 739  | 826  | 847  | 843  | 990  |

| 2021 | 2022 | - | - | - | - | - | - | - |
| ---- | ---- | - | - | - | - | - | - | - |
| 995  | 983  | - | - | - | - | - | - | - |

#### Pyramide des âges
En 2018, le taux de personnes d'un âge inférieur à 30 ans s'élève à 38,1 %, soit au-dessus de la moyenne départementale (38 %). À l'inverse, le taux de personnes d'âge supérieur à 60 ans est de 19,3 % la même année, alors qu'il est de 21,7 % au niveau départemental.
En 2018, la commune comptait 483 hommes pour 525 femmes, soit un taux de 52,08 % de femmes, légèrement supérieur au taux départemental (51,32 %).
Les pyramides des âges de la commune et du département s'établissent comme suit.
| Hommes | Classe d’âge | Femmes |
| ------ | ------------ | ------ |
| 0,2    | 90 ou +      | 0,8    |
| 3,2    | 75-89 ans    | 4,8    |
| 16,2   | 60-74 ans    | 13,5   |
| 22,8   | 45-59 ans    | 23,0   |
| 21,3   | 30-44 ans    | 18,2   |
| 16,5   | 15-29 ans    | 16,3   |
| 19,9   | 0-14 ans     | 23,3   |

| Hommes | Classe d’âge | Femmes |
| ------ | ------------ | ------ |
| 0,6    | 90 ou +      | 1,4    |
| 6      | 75-89 ans    | 7,8    |
| 13,5   | 60-74 ans    | 14,8   |
| 20,7   | 45-59 ans    | 20,1   |
| 19,6   | 30-44 ans    | 19,9   |
| 18,5   | 15-29 ans    | 16,8   |
| 21,2   | 0-14 ans     | 19,2   |

### Enseignement
Le village possède une école mixte maternel/primaire

## Économie
- Agriculture et élevage.
- Présence de quelques entreprises artisanales sur le territoire de la commune : garage Automobile Magne (concessionnaire Renault), entreprise de bâtiment Bourgeois, entreprise de chauffage plomberie couverture Mohar.

. La population du village a quintuplé au cours des trois dernières décennies du XXème siècle.

## Culture locale et patrimoine

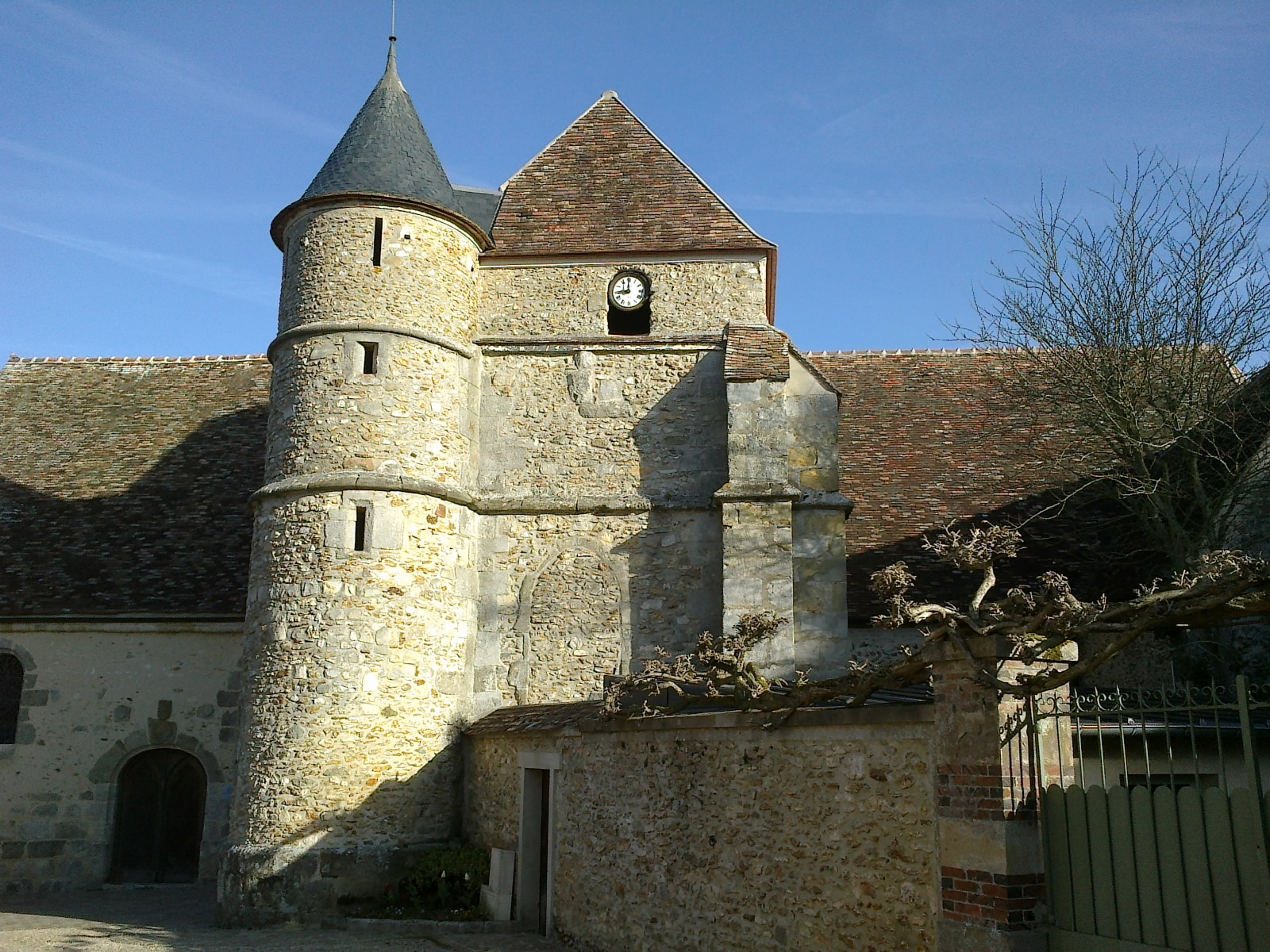
L'église Saint-Eutrope d'Orcemont.

### Lieux et monuments
- Église Saint-Eutrope, XVIe siècle, inscrite MH[22].
- Fontaine Saint-Eutrope.

### Personnalités liées à la commune
- Jacques Renard, directeur des verreries Desandrouins de Fresnes-sur-Escaut, fondé de pouvoir du marquis Jean-Marie Stanislas Desandrouin, dans la compagnie des mines d'Anzin, né à Orcemont le 21 mars 1769, mort à Fresnes le 7 septembre 1836. Son caveau s'y trouve encore. Il fut maire de cette commune (1800-1836). Fils de Louis Renard, instituteur du village d'Orcemont, et de Louise Reine Ménagé (Ménager).

Jacques Renard sera l'instigateur de la nouvelle compagnie des mines d'Anzin, pendant et après la Révolution française.